# Аннетте Клуг
Аннетте Клуг (нім. Annette Klug, нар. 24 січня 1969) — німецька фехтувальнця на рапірах, олімпійська чемпіонка 1988 року.

## Виступи на Олімпіадах
| Олімпіада | Дисципліна      | Місце |
| --------- | --------------- | ----- |
| Сеул 1988 | командна рапіра | 1     |